# Demetros
Demetros, död 1802, var kejsare av Etiopien mellan 1799 och 1800 och 1800-1801.